# Musée d'histoire de la Yougoslavie
Le musée de la Yougoslavie (en serbe cyrillique : Музеј Југославије ; en serbe latin : Muzej Jugoslavije) a été créé en 1996 à la suite d'une décision du gouvernement de la république fédérale de Yougoslavie réunissant en une même entité le Centre mémoriel « Josip Broz Tito » et le musée de la Révolution. Le musée est aujourd'hui constitué de quatre ensembles : la Kuća cveća (la « Maison des fleurs »), le Stari muzej (le « vieux musée »), le Muzej 25. maj (« musée du 25 mai ») et une galerie situé sur la place Nikola Pašić à Belgrade. Jusqu'à fin 2016, le musée était connu sous le nom de musée d'histoire de la Yougoslavie (Muzej Istorije Jugoslavije), avant de prendre son nom actuel.

## Histoire

### Centre mémoriel Josip Broz Tito

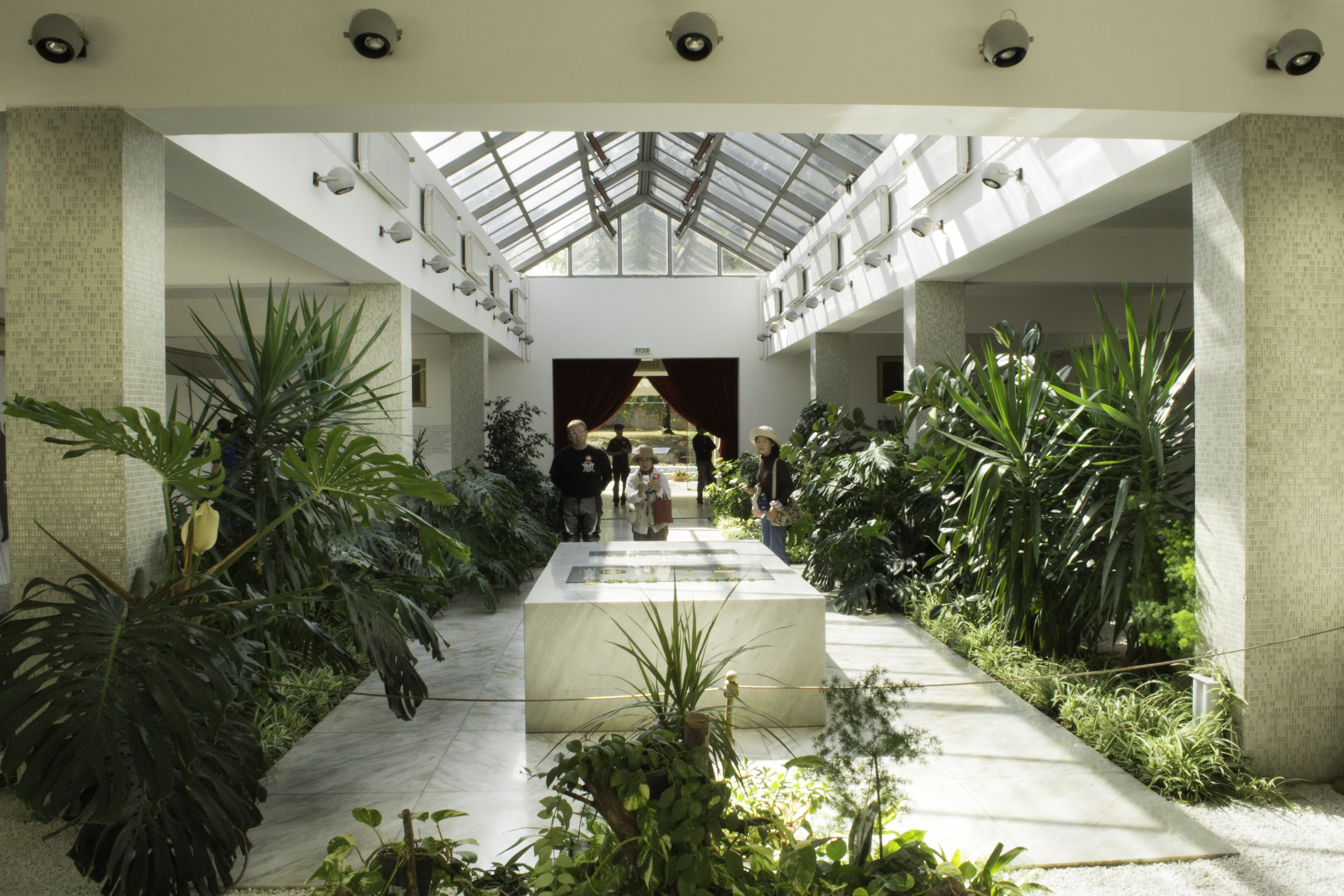
La tombe de Josip Broz Tito dans la Maison des fleurs

Le centre mémoriel Josip Broz Tito a été créé en 1982, à partir du musée du 25 mai construit par l'architecte Mika Janković en 1962 et offert à Tito par la ville de Belgrade ; il comprenait aussi la Maison des fleurs, construite en 1975 par Stjepan Kralj et conçue comme un jardin d'hiver, la Résidence (une villa située au n° 15 de la rue Užička), Bilijarnica, une maison de chasse (Lovačka kuća), le Stari Muzej, la collection commémorative de la villa Mir, ainsi que le musée du 4 juillet.
La collection commémorative (Spomen zbirka) était installée dans la villa Mir (la « Paix »), une villa située au n° 11 de la rue Uzička, construite dans les années 1960 pour servir de résidence à Tito, qui ne l'avait jamais habitée. Immédiatement après sa mort survenue en mai 1980, la villa fut intégrée au Centre mémoriel pour y accueillir des collections. On y rassembla de nombreuses décorations nationales et étrangères, des objets personnels ayant appartenu à Tito, des collections archéologiques, des armes, des peintures et de très nombreux cadeaux qu'il avait reçus au cours de sa carrière. Parmi ces cadeaux figuraient un sabre de cavalerie richement orné qui lui avait offert Joseph Staline « pour son succès dans la lutte contre le fascisme »,un casque corinthien datant de la fin du VIIe siècle av. J.-C., cadeau du roi Paul de Grèce, une mosaïque antique, cadeau de Giovanni Agnelli, le directeur de la Fiat, ou encore un service à café en or et en argent offert par le patriarche de toutes les Russies Alexis.
Le centre mémoriel JBT détenait ainsi un fonds muséographique de 200 000 objets répartis dans 16 collections différentes.

### Musée de la Révolution
Le musée de la Révolution du peuple et des nationalités de Yougoslavie a été créé par un décret du comité central de la Ligue des communistes de Yougoslavie, adopté lors de la session du 40e anniversaire du comité le 19 avril 1959. Il se donnait pour but « informer le public sur le développement et les luttes de la classe ouvrière de Yougoslavie ». Le musée, installé dans un bâtiment situé au n° 11 de la place Marx et Engels (Trg Marksa i Engelsa br. 11), ouvrit ses portes en 1960.
La question de la construction d'un nouveau bâtiment pour le musée restait encore à l'ordre du jour. À la fin de 1961, un concours fut organisé pour choisir entre le meilleur des dix-neuf projets présentés et la commission, composée d'experts, d'artistes et de personnalités, choisit celui de Vjenceslav Richter (1917-2002)), un architecte venu de Zagreb. Toutefois, à cause du manque de fonds, le projet ne fut pas réalisé. Un autre projet vit le jour au milieu des années 1970 mais lui aussi tourna court : le musée ne fut jamais construit et l'on peut encore voir l'ébauche de sa construction entre le palais de la Serbie et la tour Ušće.
En 1996, le musée de la Révolution comme le centre mémoriel Josip Broz Tito fut intégré dans le musée d'histoire de la Yougoslavie.

## Musée de la Yougoslavie

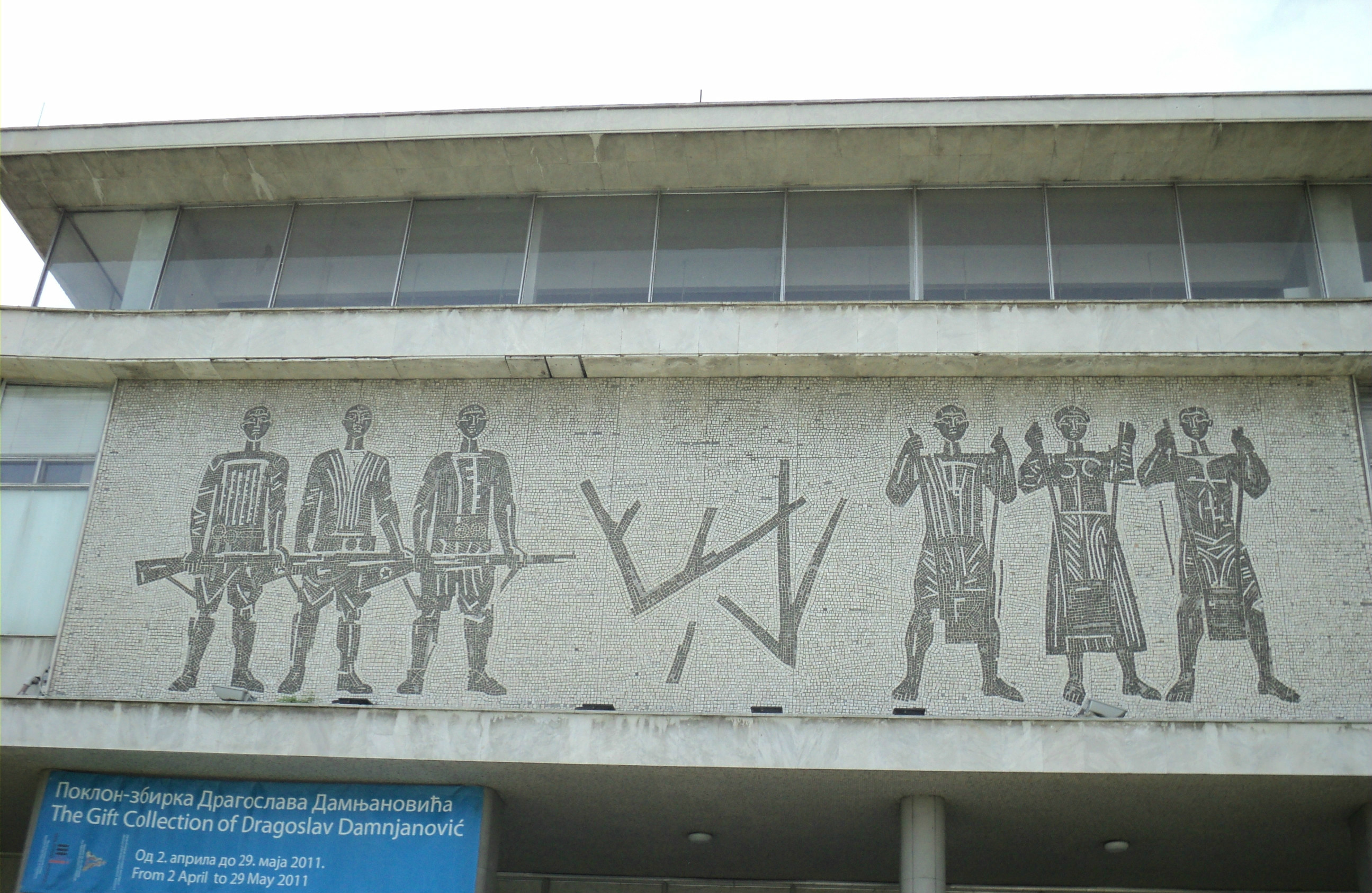
Mosaïque à l'entrée du musée du 25 mai, représentant des combattants et des travailleurs

Le musée de la Yougoslavie a été créé en 1996, par un décret du gouvernement de la république fédérale de Yougoslavie, réunissant le centre mémoriel Josip Broz Tito et le musée de la Révolution. D'autres entités y furent adjointes : la Maison des fleurs,  le Stari muzej, le musée du 25 maj et la galerie de la Place Marx et Engels (Trg Marksa i Engelsa), aujourd'hui place Nikola Pašić.
Le musée a fonctionné en tant qu'organisme fédéral indépendant jusqu'en avril 2003 puis, en novembre 2007, l'Assemblée nationale de la république de Serbie en a fait un organisme de la république de Serbie. Le musée possède ainsi 5 252,57 km2 d'espace d'exposition et le complexe est situé dans un parc de 3,20 hectares.

### Changements sous Slobodan Milošević
Lors de la création du musée de la Yougoslavie ont été exclus plusieurs ensembles : la Rezidencija (villa du 15 rue Užička), Bilijarnica, la maison de chasse, la collection commémorative de la villa Mir et le musée du 4 juillet, qui, à cette époque, continuèrent à travailler comme des institutions indépendantes. La collection commémorative était connue sous le nom de Villa Mir et les lieux restaient à la disposition du président de l'époque Zoran Lilić, qui ne s'y installa jamais.
Après son élection en tant que président de la république fédérale de Yougoslavie, en 1997, Slobodan Milošević s'installa avec sa famille au palais Blanc (Beli dvor) puis dans la Résidence du 15 rue Užička, l'ancienne résidence de Josip Broz Tito et de sa femme Jovanka. Des travaux y furent réalisés. Au milieu du centre mémoriel et de son parc, un mur fut bâti ; la Résidence de la rue Užička, la collection commémorative de la villa Mir, Bilijarnica et la maison de chasse furent séparées des autres installations comme le musée du 25 mai, la maison des fleurs et le vieux musée ; un grand nombre d'objets autrefois exposés furent placés dans le dépôt de la collection commémorative.
Au cours de l'opération Allied Force qui vit la Serbie bombardée par l'OTAN en 1999, la Résidence de la rue Užička fut entièrement détruite. Slobodan Milošević s'installa alors dans la villa Mir, où il vécut même après la révolution d'octobre 2000 et jusqu'en mars 2001, date de son arrestation.

## Collections du musée
- Décorations de Josip Broz Tito (Odlikovanja Josipa Broza Tita) - La collection est constituée de 145 décorations, qui présentent aujourd'hui un intérêt historique et artistique. En ce qui concerne ses actions en temps de guerre comme en temps de paix, Tito aa obtenu des récompenses de pays de tous les continents, reçus de présidents, de premiers ministres, de rois et de princes ; parmi ces récompenses, on peut citer l'ordre de Souvorov que lui a décerné Joseph Staline ou . En Yougoslavie, Tito a obtenu tous les honneurs, dont trois fois l'ordre du Héros national, en 1944, 1972 et 1977[2].
- Collection d'arts appliqués (Zbirka primenjene umetnosti) - La collection d'art appliqué compte environ 2 500 objets ; on y trouve des objets en ivoire, en porcelaine, en faïence et en verre, ainsi que des tissus. Elle abrite également des meubles, des productions artisanales et des armes. L'une des pièces les plus importantes de la collection est une tapisserie des Flandres du début du XVIIe siècle. D'après la notice du musée, tous ces objets possèdent une valeur historique plus qu'artistique[3].
- Collection de bâtons relais (Zbirka štafeta) - La collection de bâtons relais compte plus de 20 000 de ces objets. Ces bâtons relais, constitués de matériaux divers, ont été conçus en 1945 pour la célébration de Josif Broz Tito, lui souhaitant une longue vie et une bonne santé. Les derniers bâtons ont été réalisés pour fêter l'anniversaire de Tito, le 25 mai, jour de la Fête de la jeunesse, et datent de 1987[4].
- Collection ethnologique (Etnološka zbirka) - La collection rassemble notamment des objets issus de l'art populaire de toute la Yougoslavie et abrite environ 5 000 objets ; on y trouve également des objets venus d'autres pays. Elle abrite une importante collection de costumes nationaux et internationaus, costumes, tapisseries, brodures, artisanat, instruments de musique etc. Certains objets offrant une représentation de Tito ou une dédicace au président yougoslave, donne une valeur supplémentaire à cette collection[5].
- Collection des Beaux-arts (Likovna zbirka) - La collection des beaux-arts comprend près de 3 500 pièces exposées ; elle a été créée par la réunion du centre mémoriel Josip Broz Tito et du musée de la Révolution, avec de nombreuses adjonctions illustrant l'histoire de la fin du XIXe siècle et celle du XXe siècle, en insistant sur l'histoire du socialisme dans le pays. Parmi les collections figurent trois toiles d'Andrija Medulić, appartenant à l'école dalmate du XVIe siècle et la Jeunes filles au luth de Đura Jakšić. La peinture yougoslave est représentée par Paja Jovanović, Vlaho Bukovac, Nadežda Petrović, Rihard Jakopič, Ivan Sternen, Matija Jama, Sava Šumanović, Milan Konjović, Petar Dobrović, Marko Čelebonović, Krsto Hegedušić, Ivan Meštrović, Antun Augustinčić, Frano Kršinić, Sreten Stojanović, Risto Stijović etc[6].
- Collection de numismatique - La collection de numismatique est composée d'environ 1 298 pièces[7].
- Collection de philatélie - Elle est constituée de 20 213 pièces[8].
- Collection de chartes, plaques et médailles - Elle est constituée de 1 500 pièces couvrant la période de 1945 à 1980[9].
- Collection archéologique - La collection archéologique du musée en constitue l'ensemble le plus réduit ; elle dispose toutefois de copies d'une bonne valeur historique, représentant des productions allant du IIIe millénaire au XIIe siècle av. J.-C., appartenant aux civilisations de l'Égypte ancienne, de la Grèce ancienne, de la Grèce hellénistique, de la Rome antique mais aussi de l'Amérique précololombienne et de la Perse antique[10].
- Collection historique et commémorative - Cette collection conserve 587 objets personnels ayant appartenu à Josip Broz Tito et 665 objets ayant appartenu à d'autres personnalités de la république de Yougoslavie. Parmi les pièces conservées figurent des autographes, les objets d'un fumeur, des montres, des horloges, des appareils photographiques, des pièces d'échecs etc. En plus de leur valeur historiques, les objets personnels appartenant à Tito ont aussi une valeur artistiques et matérielle, certains d'entre eux étant constitués de matériaux précieux[11].
- Collection d'armes anciennes - Cette collection conserve environ 180 pièces, offertes à Tito[12].
- Collection de sciences naturelles - Elle comporte 583 pièces[13].
- Collection de documents et de manuscrits - Cette collection abrite environ 1 300 pièces et est divisée en quatre périodes : avant 1918, période de l'entre-deux-guerres (1918-1940), la Seconde Guerre mondiale (1941-1945) et l'après-guerre (1945-1980). Cette section abrite de nombreux document personnels ou administratifs, des cartes-postales, des lettres. On y trouve notamment les minutes du Parti communiste, des documents relatifs aux volontaires yougoslaves de la guerre d'Espagne, et des messages envoyés des camps de concentration de Banjica, Jasenovac et Auschwitz[14].
- Collection des documents imprimés - La collection qui comporte environ 4 500 objets exposés dont des documents rares, voire uniques : livres, affiches, tracts, proclamations, annonces, rapports, brochures, etc[15].
- Collection technique - Elle est dotée de 1 500 objets[16].
- Collection de photographies[17].
- Collection de phonographie - La collection abrite 135 enregistrements[18].
- Collection de microfilms - La collection comprend 16 675 enregistrements couvrant la période 1870-1998[19].
- Collection du 5 mai 1980[20].
- Collection mêlée[21].
- Collection cinématographique - La collection contient environ 1 800 films documentaires, datant de la période 1918-1990[22].
- Bibliothèque de Josip Broz Tito[23].